# 白石大蔵
白石 大蔵（しらいし だいぞう、明治3年3月19日（1870年4月19日） - 1941年（昭和16年）9月9日）は、明治から昭和時代前期の政治家。愛媛県温泉郡素鵞村長、松山市長。愛媛県議会議員。

## 経歴・人物
愛媛県温泉郡枝松村（現・松山市枝松）で生まれる。1891年（明治24年）素鵞村収入役、1907年（明治40年）同村長を経て、1915年（大正4年）9月、県会議員に当選。1期在職した。1931年（昭和6年）1月に松山市収入役を経て、1933年（昭和8年）5月11日に同市長に就任したが、同年11月に病気を理由に退任した。